# Taras Mykhavko
Taras Mykhavko (en ukrainien : Тарас Михавко), né le 30 mai 2005 à Dobrohostiv en Ukraine, est un footballeur ukrainien. Il joue au poste de défenseur central au Dynamo Kiev.

## Biographie

### En club
Né à Dobrohostiv dans l'oblast de Lviv en Ukraine, Taras Mykhavko est formé au FK Lviv. Mykhavko se démarque avec les équipes de jeunes du club, étant considéré comme l'un des joueurs les plus prometteurs. Lors de la saison 2022-2023 il est l'un des joueurs importants de l'équipe des moins de 19 ans, jouant 27 matchs et marquant deux buts. Il joue son premier match en professionnel avec ce club, le 21 mai 2023, contre le Rukh Lviv, en championnat. Il entre en jeu et voit son équipe être battue par deux buts à zéro.
Le 26 juillet 2024, Taras Mykhavko rejoint l'un des clubs les plus importants du pays, le Dynamo Kiev.
Avec le Dynamo il participe à sa première rencontre de Ligue des champions, contre les Glasgow Rangers. Il est titularisé et les deux équipes se neutralisent (1-1 score final).

### En sélection
Taras Mykhavko est retenu avec l'équipe d'Ukraine des moins de 19 ans, pour participer au Championnat d'Europe des moins de 19 ans en 2024.
Mykhavko joue son premier match avec l'équipe d'Ukraine espoirs le 11 octobre 2024 contre l'Angleterre. Il est titularisé et se fait remarquer en marquant également son premier but avec les espoirs, mais son équipe s'incline tout de même par deux buts à un.